# Stadtamt Heidelberg
Das Stadtamt Heidelberg war eine von 1803 bis 1826 bestehende Verwaltungseinheit im Land Baden.

## Geschichte

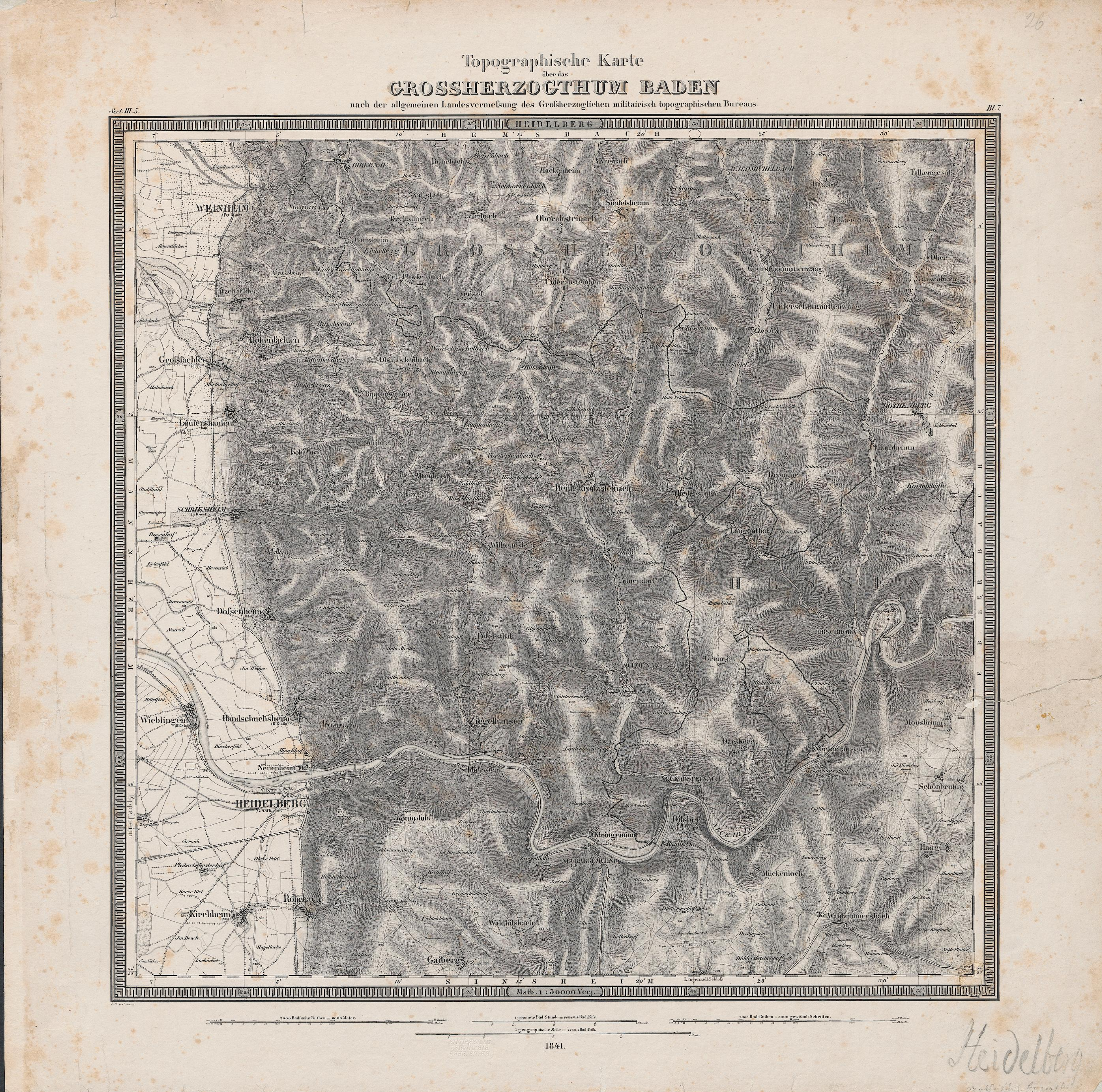
Heidelberg und Umgebung 1841

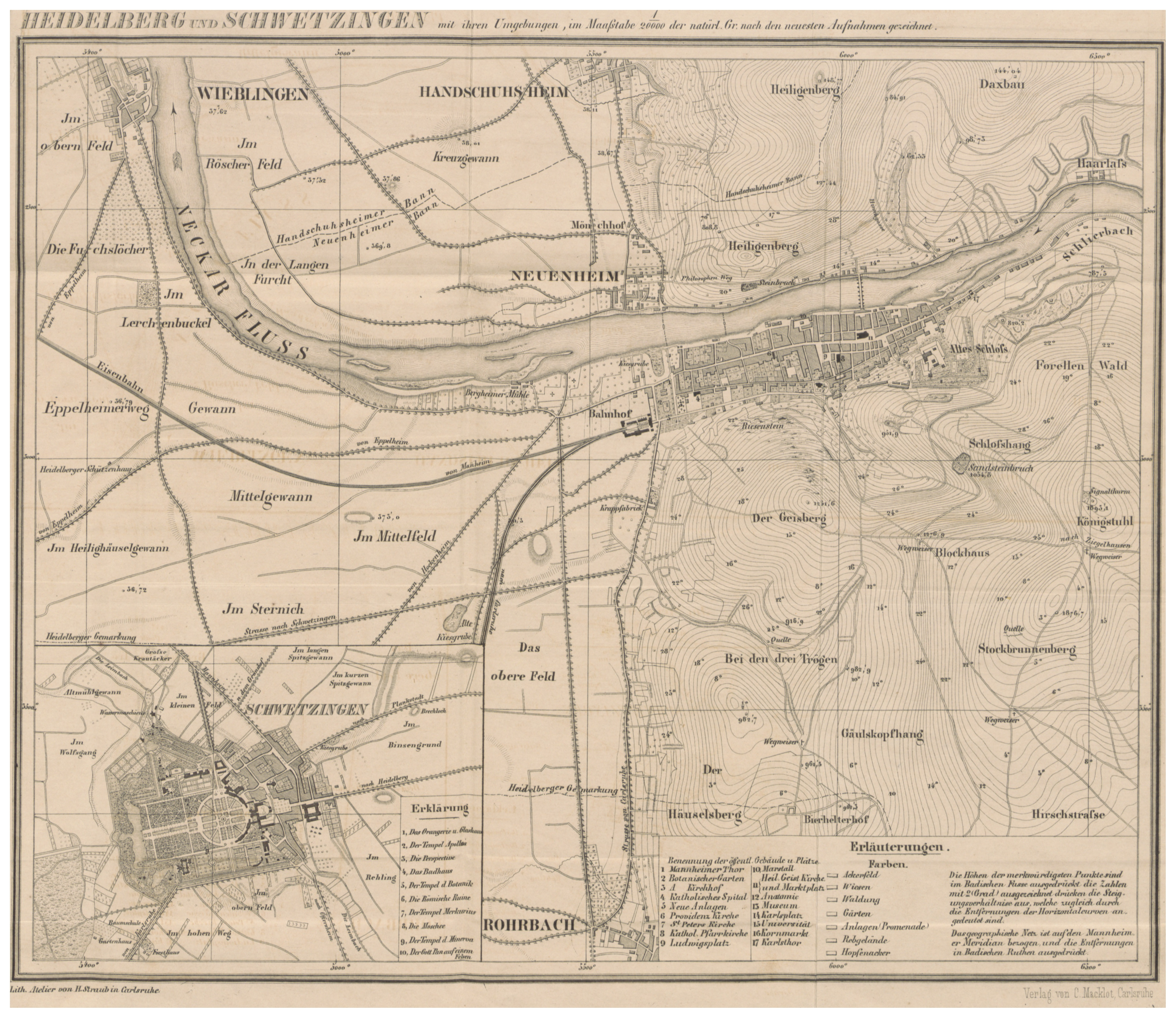
Karte von Heidelberg 1844

Am Ende des Heiligen Römischen Reiches war die frühere kurpfälzische Residenzstadt Heidelberg Verwaltungszentrum eines weiträumigen Oberamtes, stand aber selbst außerhalb dieser Struktur. Das Amt des Bürgermeisters, tituliert als Stadtdirektor, hatte seit 1799 Konrad Tillmann inne.
Als Folge des Reichsdeputationshauptschlusses 1803 fiel das Gebiet unter die Landeshoheit Badens. Dessen Regierung hielt, in Bezug auf Heidelberg, zunächst an dem Konzept fest und übernahm auch Tillmann in den Staatsdienst. Die Orte in der Region wurden auf zahlreiche kleinere Ämter aufgeteilt, die neu errichteten Landvogteien unterstellt wurden. Die näher gelegenen Orte nördlich des Neckars kamen zum Amt Unterheidelberg, die südlich des Flusses zu Oberheidelberg. 1813 wurde diese Unterscheidung nach Himmelsrichtungen aufgehoben, außerdem bildete Heidelberg mit sieben der benachbarten Gemeinden (Dossenheim, Handschuhsheim, Kirchheim, Neuenheim, Rohrbach, Wieblingen und Ziegelhausen) eine Verwaltungseinheit. Die übrigen kamen großenteils zum ebenfalls neu errichteten Landamt Heidelberg, einige wenige wurden auch an andere Ämter abgegeben. Durch diese Zuordnung grenzte das Stadtamt im Nordwesten an die Ämter Ladenburg und Weinheim und im Südosten an Neckargemünd.
1814 wechselte Eppelheim vom Land- zum Stadtamt. Dies wurde 1819 rückgängig gemacht, außerdem kamen Dossenheim, Kirchheim, Rohrbach und Wieblingen zum Landamt. 1826 wurden beide Teile zum neuen Oberamt Heidelberg vereinigt. Zum Zeitpunkt seiner Auflösung umfasste das Stadtamt neben Heidelberg drei Gemeinden mit folgenden Einwohnerzahlen:
- Heidelberg 11.162, zusätzlich
  - Schlierbach 483
  - zahlreiche einzelne Weiler, Höfe und Einzelhäuser im Bereich des Königstuhls, zusammen 90
- Handschuhsheim 1.638
- Neuenheim 649, zusätzlich
  - Mönchhof 37
- Ziegelhausen 1.195

## Liste der Stadtdirektoren
- bis 1805: Konrad Tillmann[5]
- ab 1805: Karl Wilhelm Baurittel[6]
- 1810 bis 1814: Ludwig Pfister
- 1814 bis 1819: Ludwig Georg Winter
- 1819 bis 1826: Ludwig Wild[7]

## Übergeordnete Verwaltungseinheiten
Im Rahmen der Verwaltungsgliederung Badens übergeordnete Verwaltungseinheiten waren, mit Sitz jeweils in Mannheim:
- 1803 bis 1807 die Provinz der Pfalzgrafschaft, auch Badische Pfalzgrafschaft genannt
- 1807 bis 1809 die Provinz des Unterrheins oder der Badischen Pfalzgrafschaft
- ab 1810 der Neckarkreis

## Spätere Entwicklung
Die meisten der Orte kamen im Laufe der Zeit zur Stadt Heidelberg, bei der Gründung des Landkreises Heidelberg 1939 bestanden noch drei Gemeinden. Nachdem zuletzt Ziegelhausen 1975 seine Selbstständigkeit eingebüßt hatte, blieben noch Dossenheim und Eppelheim übrig, sie gehören dem Rhein-Neckar-Kreis an.